# Tech Workers Coalition
Tech Workers Coalition è un gruppo internazionale per i diritti del lavoro che punta ad organizzare l'industria tecnologica. 

## Storia
Il gruppo è stato fondato dalla lavoratrice della mensa e sindacalista Rachel Melendes e dall'ingegnere Matt Schaefer. I primi incontri sono iniziati nel 2014, tenuti in maniera informale negli appartamenti dei suoi membri. Il nome del gruppo sottolinea l'idea secondo la quale sia colletti bianchi sia gli altri lavoratori che percepiscono un salario minore che rendono possibile il lavoro dei colletti bianchi facciano parte della stessa industria. Queste idee sono in contrasto con le norme del settore che migliorano le condizioni di lavoro solo per gli ingegneri, ad esempio con cibi e bevande gratis e altri benefit sul luogo di lavoro, sistemi di controllo orizzontali e abbigliamento informale: in questo modo gli ingegneri delle grandi aziende tecnologiche sono spesso separati dai lavoratori che forniscono servizi in azienda. Il gruppo affronta anche la poca fiducia dei lavoratori che sono entrati nel settore per migliorare la società attraverso internet e la tecnologia, ma si sono scontrati col dover soddisfare le priorità dettate dagli obiettivi aziendali. Nel 2015, la Tech Workers Coalition ha concentrato i suoi sforzi sull'organizzazione dei lavoratori degli hotel Hyatt a Santa Clara in California.
Le elezioni presidenziali di Donald Trump hanno accelerato l'adesione alla Tech Workers Coalition. Molti lavoratori delle principali aziende tecnologiche si consideravano responsabili della creazione di piattaforme che consentono  alle notizie false di propagarsi, all'alt-right di trovare un pubblico e inoltre di fornire un ulteriore strumento di sorveglianza all'amministrazione Trump per reprimere il dissenso. Le foto di un incontro alla Trump Tower del dicembre 2016 tra il presidente eletto degli Stati Uniti Donald Trump e gli alti dirigenti di Alphabet, Amazon, Apple e Facebook hanno rinnovato l'interesse verso questa forma di attivismo. La Tech Workers Coalition iniziò di conseguenza a concentrarsi sull'organizzazione degli ingegneri. Nel gennaio 2017, il gruppo ha guidato una protesta di 70 persone, inclusi dipendenti di importanti aziende tecnologiche, presso la società di analisi dei dati Palantir in opposizione al lavoro di sorveglianza dell'azienda per l'immigrazione e l'applicazione delle dogane statunitensi. La Tech Workers Coalition ha lanciato una petizione rivolta agli ex-studenti della Stanford University, università da cui provengono numerosi dipendenti e che l'azienda usa per il reclutamento, in cui si impegnano a non unirsi a Palantir. Questo lavoro di protesta verso Palantir è proseguito fino al 2019.  La Tech Workers Coalition ha partecipato in modo prominente alle dimostrazioni del Primo Maggio della Bay Area.
All'inizio del 2017, diversi membri della Tech Workers Coalition hanno assistito il sindacato Unite Here nell'organizzazione del personale della mensa presso le loro aziende, in particolare Facebook. I partecipanti hanno mostrato il loro supporto compiendo gesti pubblici di solidarietà in azienda e hanno promosso il tesseramento presso il sindacato. A luglio, i lavoratori della mensa di Facebook si erano sindacalizzati con successo.
La Tech Workers Coalition si è unita ad altre organizzazioni per una serie di seminari, "Tech Won't Built It", in cui i lavoratori tecnologici hanno tenuto lezioni per convincere le loro aziende a cessare il lavoro su progetti governativi controversi. Nel 2019, la Tech Workers Coalition ha consigliato i dipendenti di NPM in seguito ad un fallito tentativo di sindacalizzazione e ha contribuito a organizzare la presenza dei lavoratori tecnologici agli scioperi globali per il clima del settembre 2019.
All'interno del movimento degli attivisti dell'industria tecnologica che cercano di cambiare le pratiche delle aziende del settore attraverso i suoi dipendenti, Tech Workers Coalition è il gruppo più radicale. Formano lavoratori freelance, a contratto e a tempo pieno per richiedere retribuzione, condizioni e trattamento migliori nel settore tecnologico. I loro workshop includono introduzioni al diritto del lavoro e spazi per condividere le esperienze lavorative. Alla fine del 2017, il gruppo aveva circa 500 utenti sul suo strumento di messaggistica istantanea e aveva piccole sezioni locali tra cui Boston, New York e Seattle. Il gruppo è composto di volontari e segue una organizzazione orizzontale e decentralizzata, a differenza della maggior parte delle gerarchie sindacali, e si basa sulla solidarietà tra ingegneri con salari più alti e lavoratori con salari inferiori.

## In Italia
Nei primi mesi del 2020 è stata formata anche la sezione italiana. Per via della pandemia di COVID-19, durante il 2020 e la prima metà del 2021, le attività della sezione italiana si sono svolte esclusivamente online, con l'organizzazione di spazi di dibattito, gruppi di studio, campagne mediatiche ed eventi di formazione. Il 10 Novembre 2020 il gruppo ha lanciato la sua prima campagna online, "Alziamo la Testa".